# Army of Arkansas
Het Army of Arkansas was een leger van de Noordelijke Staten dat werd ingezet aan het westelijke front tijdens de Amerikaanse Burgeroorlog. Deze strijdmacht werd enkel ingezet in Arkansas.

## Geschiedenis
Het Army of Arkansas werd opgericht op 27 juli 1863 en werd aangevoerd door generaal-majoor Frederick Steele. Het leger werd opgericht in de nasleep van de Noordelijke overwinningen bij Pea Ridge, Prairie Grove en Vicksburg. Het werd samengesteld uit Noordelijke eenheden die in Arkansas gestationeerd waren. Steele voerde het leger aan tijdens de twee belangrijkste veldtochten, namelijk de Slag bij Bayou Fourche en de Camdenveldtocht. Tijdens Bayou Forche bestond het leger uit drie divisies onder leiding van John W. Davidson, Adolph Englemann en Samuel A. Rice. Tijdens de Camdenveldtocht bestond het leger uit één korps, namelijk het VII Corps. Dit korps was samengesteld uit de divisies van Frederick Salamon, John M. Thayer en Eugene A. Carr.
Op 22 december 1864 werd Steele vervangen door generaal-majoor Joseph J. Reynolds. Hij voerde het leger aan tijdens Prices raid en nam deel aan de achtervolging van de Zuidelijken na hun nederlaag bij Westport. Het leger werd ontbonden op 1 augustus 1865.

## Belangrijkste bevelhebbers
| Commandant         | Commando vanaf   | Tot              | Belangrijke veldslagen tijdens het Commando |
| ------------------ | ---------------- | ---------------- | ------------------------------------------- |
| Frederick Steele   | 27 juli 1863     | 22 december 1864 | Slag bij Bayou Fourche, Camdenveldtocht     |
| Joseph J. Reynolds | 22 december 1864 | 1 augustus 1865  | Prices raid                                 |